# 超级机器人大战30
《超級機器人大戰30》為萬代南夢宮娛樂為紀念超級機器人大戰系列30週年而發售的超級機器人大戰系列遊戲，於Nintendo Direct E3 2021首次公佈。本作於2021年10月28日在任天堂Switch、PlayStation 4、Steam平台上發售。簡稱「機戰30」或是「SRW30」。這是機戰系列首款在歐美地區發售的非OG作品。
本作為《超級機器人大戰系列》30周年紀念作品，亦為本作副標題「30」的由來。標題的「30」由《無敵鐵金剛》生父永井豪所題。

## 參戰作品

### 一覽
★標誌為系列作初參戰作品。☆標誌為在家用機中的初參戰作品。⬤標誌為只有機體登場。■標誌為只有機體＆駕駛員、角色參戰。
- 超力電磁俠（超電磁ロボ コン・バトラーV）
- ⬤機動戰士GUNDAM（機動戦士ガンダム）
- 機動戰士Z GUNDAM（機動戦士Ζガンダム）
- ⬤Z-MSV
- 機動戰士GUNDAM 逆襲的夏亞（機動戦士ガンダム 逆襲のシャア）
- ⬤M-MSV
- 机动战士GUNDAM NT（機動戦士ガンダムNT）
- 機動戰士V GUNDAM（機動戦士Vガンダム）
- 重戰機艾爾鋼（重戦機エルガイム）
- ★勇者警察（勇者警察ジェイデッカー）
- ⬤勇者王GaoGaiGar FINAL（勇者王ガオガイガーFINAL）
- ★霸界王～GaoGaiGar對進化戰記～（覇界王〜ガオガイガー対ベターマン〜）
- ★⬤Code Geass 反叛的魯路修III 皇道（コードギアス 反逆のルルーシュIII 皇道）
- Code Geass 復活的魯路修（コードギアス 復活のルルーシュ）
- 真蓋特機器人 世界最後之日（真(チェンジ!!)ゲッターロボ 世界最後の日）
- 劇場版 無敵鐵金剛 / INFINITY（劇場版 マジンガーZ ／ INFINITY）
- ★⬤帝皇萬能俠 INTIFINISM（マジンカイザーINFINITISM）
- 魔法騎士（魔法騎士レイアース）
- 槍與劍（ガン×ソード）
- 銀河機攻隊 莊嚴皇子（銀河機攻隊 マジェスティックプリンス）
- ★騎士&魔法（ナイツ&マジック）
- ★SSSS.GRIDMAN

#### 特別參戰、DLC參戰作品
- ■ 超級機器人大戰OG（スーパーロボット大戦OG）（實體版首批、數位版預購、DLC①、DLC②、擴展組合包）
- ⬤ 機動戰士GUNDAM 逆襲的夏亞 貝托蒂嘉的子嗣（機動戦士ガンダム 逆襲のシャア ベルトーチカ・チルドレン）（DLC①）
- ■ 波羅五號（超電磁マシーン ボルテスV）（DLC①）
- ☆■ 櫻花大戰系列（サクラ大戦シリーズ）（DLC①）
- ☆■ 機動戰士鋼彈 鐵血孤兒（機動戦士ガンダム 鉄血のオルフェンズ）（DLC②）
- ★■ ULTRAMAN 超人力霸王（ウルトラマン）（DLC②）
- ■ 裝甲騎兵VOTOMS（装甲騎兵ボトムズ）（擴展組合包）
- ■ 超獸機神斷空我（超獣機神ダンクーガ）（擴展組合包）
- ★⬤ 劇場版銀河機攻隊：覺醒的基因（劇場版マジェスティックプリンス 覚醒の遺伝子）（擴展組合包）
- ★■ 三一萬能俠DEVOLUTION ～宇宙最後3分鐘～（ゲッターロボ デヴォリューション－宇宙最後の３分間－）（擴展組合包）
- ★■ 劇場版新幹線戰士：來自未來的神速ALFA-X（劇場版 新幹線変形ロボ シンカリオン 未来からきた神速のALFA-X）（擴展組合包）

### 解說
本次基本收錄了22部作品，新參戰作品有4部加上只有機體參戰的2部共計有6部作品。若將所有DLC追加參戰作品也計算在內則總參戰作品數目共有33部。基本參戰的作品中《機動戰士GUNDAM》、《Z-MSV》、《M-MSV》、《勇者王GaoGaiGar FINAL》、《Code Geass 反叛的魯路修III 皇道》、《帝皇萬能俠 INTIFINISM》只有機體參戰，而所有DLC參戰的作品皆只有機體及駕駛員或只有機體參戰。部份機體並沒收錄在參戰名單，如《蓋特機器人大決戰！》的真蓋特飛龍（真ゲッタードラゴン，以《DYNAMIC原創》的名義）。
本作有多架機體特別為了是次參戰，而邀請了相關人員作特別設計。
- 《復活的魯路修》登場的KMF「月虹影」，在本作則是完成版的原創設計「月虹影帥」參戰，由原作機設中田榮治負責設計並於個人推特說明「月虹影帥」的事。
- 《裝甲騎兵VOTOMS》登場的「眼鏡鬥犬30」，由大河原邦男以本次參戰為考慮而作出的特別設計，機體設定及設計皆由大河完成。
- 出自《超獸機神斷空我》的「斷空我」，以新形態「究極斷空我」（アルティメットダンクーガ）參戰，由寺田貴信及大張正己共同設定，再由大張完成設計。

實體版首批、數位版預購特典有SRX及賽巴斯塔作為特別參戰登場。及後推出的DLC內容，有另外9架《超級機器人大戰OG》系列機體及23架版權作品機體，共計32機參戰。

### 封面登場機體
- 炎神雷阿斯（魔法騎士）
- 終極GaoGaiGar（霸界王～GaoGaiGar對進化戰記～）
- （勇者警察）
- 伊迦爾卡（騎士&魔法）
- GRIDMAN（SSSS.GRIDMAN）
- Dann of Thursday（槍與劍）
- （超力電磁俠）
- 蘭斯洛特siN（Code Geass 復活的魯路修）
- 無敵鐵金剛（劇場版 無敵鐵金剛 / INFINITY）
- RED FIVE（銀河機攻隊 莊嚴皇子）
- 真蓋特飛龍（DYNAMIC企劃原創）
- νGUNDAM（機動戰士GUNDAM 逆襲的夏亞）
- 光武二式(櫻機)（櫻花大戰系列）[註 2]
- 新幹線戰士E5隼號 MkII（劇場版新幹線戰士：來自未來的神速ALFA-X）[註 2]

## 原創系列
原創男&女主角專用BGM首次加入歌唱版並在遊戲中能聆聽。

### 原創人物

#### TRI-CROSS
艾吉·聖克勞斯（Edge Sainklaus，CV：杉田智和）
男主角，凶鳥30駕駛員。雅茲的哥哥。專用BGM：（前期）、（後期）（主唱：遠藤正明）
雅茲·聖克勞斯（Az Sainklaus，CV：相澤舞）
女主角，凶鳥30駕駛員。艾吉的妹妹。專用BGM：「Divine beast」（前期）、（後期）（主唱：M.A.R.Y. 4 TUNES）
三葉·格蕾華萊（CV：早見沙織）
德萊斯特雷迦的艦長。
雷諾德·哈丁（CV：赤羽根健治）
擔任德萊斯特雷迦的副艦長。
莉安·安伯德（CV：高橋花林）
擔任德萊斯特雷迦的首席通訊員。
傑君·劉
擔任德萊斯特雷迦的首席機械技師。
梅比·霍金斯
德萊斯特雷迦研究技術部門主任，但性格古怪，在艦內常常被敬而遠之。

#### 提問者
（Caruleum Vaull，CV：中村悠一）
開著異星科技開發的古拉凡林駕駛員，所屬異星組織「提問者」，與TRI-CROSS多方對峙。
庫耶斯達（Quester／Quaestor，CV：置鮎龍太郎）
異星組織「提問者」頭目。
另外，為香港中文版譯名，Quaestor則為英文版譯名

#### 神文明厄歐斯
歐奇達切亞（CV：桑島法子）
神文明厄歐斯最後倖存者
塞刻菈米諾斯（CV：野澤雅子）
神文明厄歐斯頭目，DLC「擴展組合包」出場

#### 客串
《OG》系列角色
分別在免費更新、購入實體版首批、數位版預購、DLC①、DLC②、擴展組合包後開放使用。各角色的設定上並非以《OG》系列參戰，而是以各自在機戰系列首次出現的作品參戰。會駕駛各自的在系列內的專用機（除了奇里亞姆只有亡靈駕駛）。
01 伊達隆聖（CV：三木真一郎，實體版首批、數位版預購）
02 萊迪斯·F·布蘭修坦（CV：置鮎龍太郎，實體版首批、數位版預購）
03 古林彩（CV：冬馬由美，實體版首批、數位版預購）
04 安藤正樹（CV：綠川光，實體版首批、數位版預購）
05 水羽楠葉（CV：高橋美佳子，DLC①）
06 布魯克林·拉克菲德（CV：杉田智和，DLC①）
07 南部響介（CV：森川智之，DLC②）
08 艾克瑟蓮·白朗寧（CV：水谷優子，DLC②）
09 奇里亞姆·葉格（聲優：田中秀幸，第1回免費更新）
10 迪度（聲優：阿座上洋平，第2回免費更新）
11 伊倫加特·風原（聲優：堀内賢雄，第3回免費更新）
12 乾·朝陽（聲優：赤羽根健治，第3回免費更新）
13 夏緹·裘德威斯汀（聲優：瀨戶麻沙美，第3回免費更新）
14 桑格·佐沃特（聲優：小野健一，擴展組合包）
15 艾爾薩姆·V·布蘭修坦（聲優：稻田徹，擴展組合包）
亞德凡特（CV：諏訪部順一）
至高神Z主駕駛，本作隱藏BOSS。

### 原創機體
凶鳥30（Huckebein 30）
男&女主角的專用機。
凶鳥30th（Huckebein 30th）
凶鳥30追加「高空飛行組件」（ハイフライヤー・ユニット）來強化性能的強化機，能使用黑洞引擎以及武器－黑洞加農炮。
德萊斯特雷迦（Dreisstrager）
德萊斯特雷迦級萬能戰鬥母艦的一號艦。名稱原文為德文「[Drei Su träger] 错误：{{Lang}}：無法辨識代碼 ge（帮助）」，全寫是「Dreißig Superroboter Flugzeugträger」，直譯意思為「三十·超級機械人·戰艦」。
繼《第3次超級機器人大戰Z》以來的原創我方戰艦。
古拉凡林（Gravalin）
異星組織「提問者」開發，卡路雷烏姆的專用機。
奧庫斯拉
異星組織「提問者」所屬機，依照武裝的不同有不同的後綴詞。
奧迪姆·菲尼
異星組織「提問者」開發，庫耶斯達的專用機，本作最終BOSS。
弗羅斯德烏斯
神文明厄歐斯開發，塞刻菈米諾斯的專用機，DLC「擴展組合包」最終BOSS，也是本作真正最後的敵人。

#### 客串
《OG》系列機體
分別在免費更新、購入實體版首批、數位版預購、DLC①、DLC②、擴展組合包後開放使用。
01 SRX（實體版首批、數位版預購）
02 賽巴斯塔（實體版首批、數位版預購）
03 龍虎王（DLC①）
04 虎龍王（DLC①）
05 古鐵巨人（DLC②）
06 純白騎士（DLC②）
07 亡靈（第1回免費更新）
08 迪達里昂（第2回免費更新）
09 古倫加斯特（第3回免費更新）
10 梵·Ein（第3回免費更新）
11 超軍神（擴展組合包（奧瑟賽達騎乘形態））
至高神Z
《第3次Z 天獄篇》最終BOSS，本作以隱藏BOSS方式客串。

## 主題曲
OP
主唱：JAM Project
ED  
主唱：JAM Project

## DLC音樂包收錄歌曲
與VXT三部作不同的是這次以DLC音樂包直接販售，不再是販售時間結束後就不再提供的期間限定版，數位終極版包括此音樂包，也在未發售過期間限定版的Steam平台上販售。
01  - 水木一郎（《超電磁機器人 孔巴德拉V》OP）
02  -  池田鴻（《機動戰士鋼彈》OP）
03  -  井上大輔（《機動戰士鋼彈II 哀戰士篇》OP）
04  - 作曲：松山祐士（《機動戰士鋼彈》BGM）
05  - 作曲：三枝成彰（《機動戰士Ζ鋼彈》BGM）
06  - TM NETWORK（《機動戰士鋼彈 逆襲的夏亞》ED）
07  - 川添智久（《機動戰士V鋼彈》前期OP）
08  - RD（《機動戰士V鋼彈》後期OP）
09  - 作曲：澤野弘之、主唱：mpi&Gemie（《機動戰士鋼彈NT》插曲）
10  - SawanoHiroyuki[nZk]:LiSA（《機動戰士鋼彈NT》ED）
11  - MIO（《重戰機艾爾鋼》前期OP）
12  - 鮎川麻彌（《重戰機艾爾鋼》後期OP）
13  - 彩子（《勇者警察》OP）
14  - 遠藤正明&GGG少女歌激部隊（《勇者王我王凱牙 FINAL》第七話OP）
15  - 遠藤正明（《霸界王～我王凱牙對進化人～》OP）
16  - 米谷良知（《霸界王～我王凱牙對進化人～》ED）
17  - UNIONE（《Code Geass 復活的魯路修》ED）
18  - 影山浩宣（《真蓋特機器人 世界最後之日》OP2）
19  - 遠藤正明（《蓋特機器人大決戰！》OP）
20  - 水木一郎（《劇場版 無敵鐵金剛 / INFINITY》OP）
21  - 水木一郎、音羽搖籠會(舊名：哥倫比亞搖籠會)（《大魔神》OP）
22  - 水木一郎（《劇場版 無敵鐵金剛 / INFINITY》印象曲）
23  - 田村直美（《魔法騎士雷阿斯》OP）
24  - 田村直美（《魔法騎士雷阿斯》第二部OP2）
25  - 中川幸太郎 feat.鬼太鼓座（《槍與劍》OP）
26  - 中川幸太郎（《槍與劍》BGM）
27  - 昆夏美（《銀河機攻隊 莊嚴皇子》前期OP）
28  - 昆夏美（《銀河機攻隊 莊嚴皇子》後期OP）
29  - fhána（《騎士&魔法》OP）
30  - OxT（《SSSS.GRIDMAN》OP）
31  - 坂井紀雄（《SSSS.GRIDMAN》插曲）

## 註腳

### 備註
1. ↑  擴展組合包開售後變為免費
2. 1 2  DLC第3彈推出後追加
3. 1 2  出自《DD》，本次參戰首次《OG》名義。
4. 1 2 3  出自《X-Ω》，本次參戰首次《OG》名義。

## 外部連結
- 官方网站（日語）（繁體中文）（简体中文）